# Nupserha bivittata
Nupserha bivittata là một loài bọ cánh cứng trong họ Cerambycidae.